# 焼津漁港

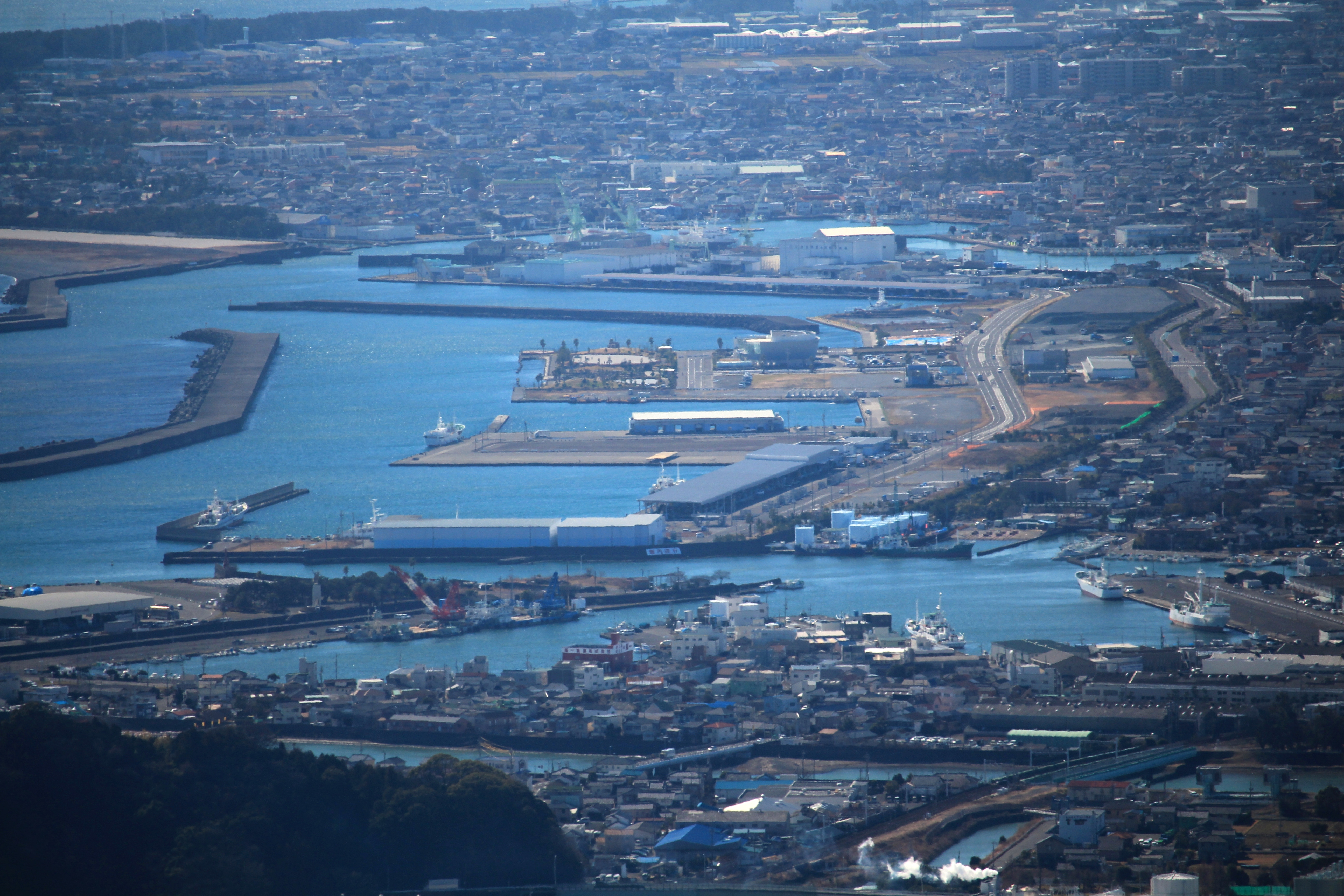
焼津漁港

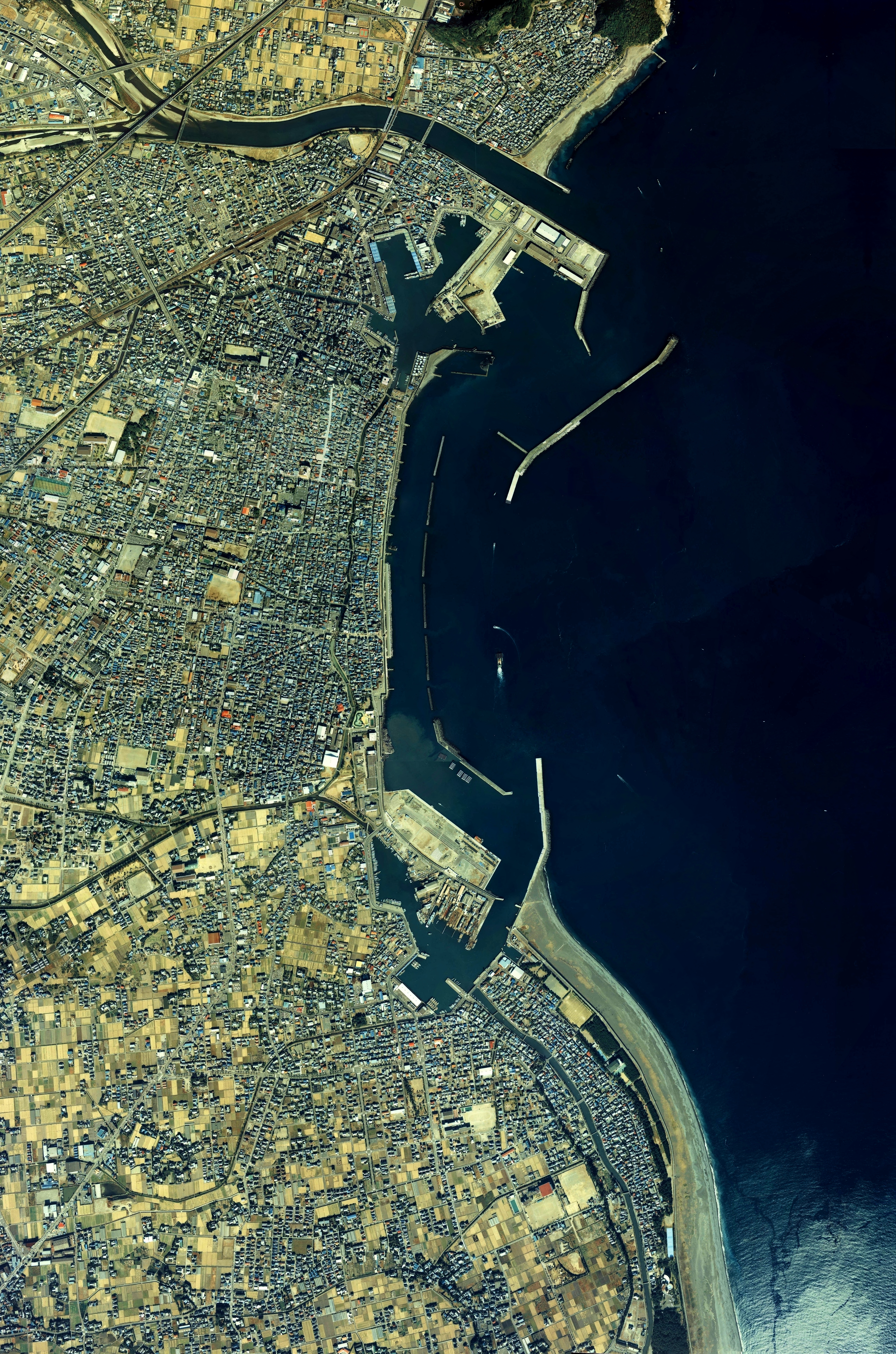
焼津港周辺の空中写真。1988年撮影の9枚を合成作成。
。

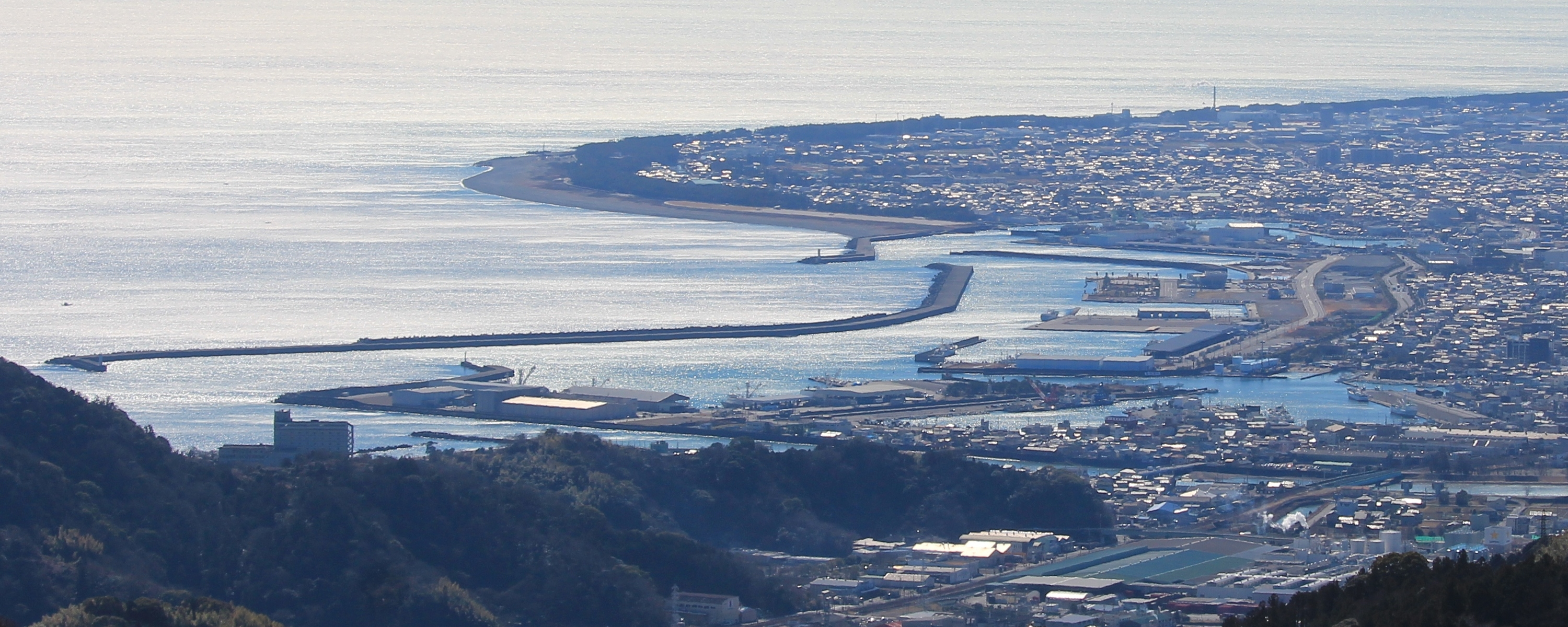
満観峰から望む焼津漁港

焼津漁港（やいづぎょこう）は、静岡県焼津市にある漁港。焼津地区、新港地区、小川地区からなり特定第3種漁港に指定されている。このうち小川地区は1969年（昭和44年）1月11日農林省告示により小川漁港を合併した地区である。
2023年（令和5年）の水揚げ額は約509億円であり、全国の主要漁港の中では8年連続で最高だった。日本のマグロの水揚げ量の約3分1が焼津漁港であり、マグロの水揚げ量では日本一である。
- 漁業協同組合 - 焼津、小川[1]
- 漁港番号 - 2630010[1]

## 沿革
- 江戸時代の焼津漁港はカツオ漁の漁港として栄えていた。
- 1928年（昭和3年）- 焼津町の持塚弥吉が「焼津漁港建設促進会」を設立した。
- 1929年（昭和4年）- 焼津町議会が「築港期成同盟」の設立を決定する。
- 1932年（昭和7年）- 小川の船溜りは小川村の単独自業として認可される。
- 1939年（昭和14年）- 焼津漁港修築工事着工、静岡県の漁港修築事務所を設置する。
- 1951年（昭和26年）- 小川漁港築港開始、焼津漁港指定（第3種）[1]、小川漁港指定（第2種）。
- 1952年（昭和27年）- 焼津漁港管理者として「静岡県」指定、小川漁港管理者として「小川村」指定。
- 1954年（昭和29年）- 所属船第五福竜丸。ビキニ環礁近海にてアメリカ合衆国の水爆実験（キャッスル作戦）に遭遇、被災。
- 1955年（昭和30年）- 焼津漁港第1船渠完成、小川漁港管理者を「静岡県」に変更する。
- 1958年（昭和33年）- 静岡県焼津漁港管理事務所設置。
- 1960年（昭和35年）- 焼津漁港指定（特定第3種に種別変更）[1]。
- 1962年（昭和37年）- 小川漁港指定（第3種）。
- 1964年（昭和39年）- 焼津漁港修築事務所を廃し、焼津漁港管理事務所に併合。
- 1965年（昭和40年）- マリアナ群島アグリガン島沖合において所属船2隻遭難、乗組員72名が殉職（マリアナ海域漁船集団遭難事件）。
- 1966年（昭和41年）- 焼津漁港第2船渠修築完成。
- 1969年（昭和44年）- 焼津・小川両漁港区域統合に伴い、小川漁港が特定第3種漁港として整備開始。
- 1974年（昭和49年）- 焼津南防波堤建設開始。2月20日に天皇、皇后が魚市場に行幸[4]。
- 1977年（昭和52年）- 鰯ヶ島地区海岸保全離岸堤工事着工。
- 1978年（昭和53年）- 焼津外港第1埠頭完成。
- 1979年（昭和54年）- 浜当目地区海岸環境整備事業開始。
- 1980年（昭和55年）- 焼津外港第2埠頭完成。
- 1987年（昭和62年）- 小川外港完成。
- 1994年（平成6年）- 清掃船「焼津丸」（13t）進水、城之腰南岸壁（耐震）完成。
- 1999年（平成11年）- スリットケーソン焼津南防波堤に設置。
- 2000年（平成12年）- 駿河湾深層水取水管敷設完成。
- 2001年（平成13年）- 焼津漁港新港地区新屋西岸壁に焼津漁協魚市場完成、臨港道路30号暫定供用開始。
- 2001年（平成13年）- 第21回全国豊かな海づくり大会を、天皇、皇后臨席のもと新港にて開催。
- 2002年（平成14年）- 新屋内防波堤完成、漁港環境（親水広場）住民参加ワークショップ開催。
- 2003年（平成15年）- 漁港環境整備第1地区完成、臨港道路30号暫定供用開始。
- 2004年（平成16年）- 漁港環境整備第3地区完成、汐入西岸壁完成。
- 2005年（平成17年）- 津波緊急避難施設（外港）完成。
- 2007年（平成19年）- 旧漁港解体。
- 2010年（平成22年）- 外港西岸壁に第6バース完成。
- 2018年（平成30年）- 外港西岸壁に第5バース完成（建替）。

## 主な魚種
- カツオ - 2019年（令和元年）度陸揚量全国1位[5]。
- マグロ - 2002年（平成14年）度陸揚量全国1位。
- サバ - 2002年（平成14年）度陸揚量全国3位。
- コノシロ - 2002年（平成14年）度陸揚量全国6位。

## 主な漁法
- まき網漁業（海外巻き網）
- 釣り（遠洋カツオ一本釣り）
- 延縄（遠洋マグロはえなわ）
- 敷き網漁業
- 釣り（サバ）
- 棒受け網（サバ）

## 港をめぐる主な不祥事
- 2021年（令和3年）10月11日、魚市場で市内の水産加工会社の水揚げしたカツオを盗んだとして市内の別の水産加工会社の幹部や運送会社の職員と共に焼津漁業協同組合職員らが逮捕された事件が発生[6][7]。漁業関係者の間で囁かれていた「（鹿児島などの港と比べて）焼津港では水揚げが減る」という指摘が裏付けられる結果となった[8]。11月29日、漁協は調査委員会による報告書を公表し、20年前から職員がカツオを加工会社に渡す見返りに現金を受け取っていた事実を認めた[9]。2021年12月には、静岡県警が神奈川県内に本社がある運送会社[10]や東京都に本社がある大手水産会社の完全子会社の東京本社や焼津営業所[11]にもカツオ盗難の疑いで家宅捜索に入っており、一連の不祥事は静岡県外にも波及している。

## 拠点を置く漁業協同組合

### 焼津漁業協同組合
1949年（昭和24年）9月設立。現組合は、焼津町の漁業者によって設立された。
世界中の海域で操業することのできる遠洋漁船による水揚げを主とし、遠洋マグロ漁船、遠洋カツオ漁船、海外まき網漁船による水揚げがほとんどである。
遠洋漁船の漁期は数か月～1年以上に及ぶこともある。水揚げ品目は、冷凍カツオと冷凍マグロで99.4％を占める。

#### 組織概要
- 事務所所在地 - 静岡県焼津市城之腰269番地の9
- 組合員数 - 361名。2020年（令和2年）12月31日[13]。
- 職員数 - 114名。2020年（令和2年）12月31日。
- 水揚量 - 168,911t（2018年）【全国2位】[14]
- 所属漁船勢力  - マグロ漁船16隻。まき網漁船5隻。沿岸漁船38隻。2020年（令和2年）12月[12]。

### 小川漁業協同組合
1949年（昭和24年）設立。
現組合は焼津町の南部に位置した小川村（こがわむら）の漁業者によって設立された。
焼津地区とは異なり、駿河湾内や伊豆諸島近海で1泊2日や日帰りの漁期で操業する近海漁船及び沿岸漁船による水揚げを主とし、サバ漁船、定置網漁船、大中型巻き網漁船による水揚げが多い。
1969年（昭和44年）の焼津地区との合併により正式名称は焼津漁港小川地区であるが、地元では小川港と呼ばれる事が多い。主な水揚げ品目は、サバ、アジ、イワシ、カツオなどの生鮮魚。
同一漁港内の組織同士であるが、前述の通り成り立ちが異なるため焼津漁業協同組合とは設備や職員の融通はなく、まったくの別組織である。

#### 組織概要
- 2020年（令和2年）12月31日現在[16]。

- 事務所所在地 - 静岡県焼津市小川3392-9
- 組合員数 - 481名（正組合員71名、准組合員410名）
- 職員数 - 32名
- 取扱高 - 9117t